# N-03A
docomo STYLE series N-03A（ドコモ スタイル シリーズ エヌ ゼロ さん エー）は、日本電気（NEC）によって開発された、NTTドコモの第三世代携帯電話（FOMA）端末である。docomo STYLE seriesの端末。

## 概要
同社製のN-02Aと同じく、スタイルシリーズに属するが、こちらは旧7シリーズのN706iのデザインを手直ししたモデル。人気洋菓子店「ピエール・エルメ・パリ」とのコラボレーションモデルで、同店の洋菓子をモチーフにしたカラーリングや内蔵コンテンツが特徴。機能面はN706iとほぼ同じである。そのため、新サービスである、iコンシェル、iウィジェット、iアプリオンラインには対応していない。
| 主な対応サービス                   | 主な対応サービス                                                    | 主な対応サービス                       | 主な対応サービス                                     |
| ---------------------------------- | ------------------------------------------------------------------- | -------------------------------------- | ---------------------------------------------------- |
| タッチパネル                       | FOMAハイスピード3.6Mbps                                             | Bluetooth                              | DCMX／おサイフケータイ                               |
| iアプリオンライン／地図アプリ      | 直感ゲーム／メガiアプリ                                             | iウィジェット                          | マチキャラ／iコンシェル                              |
| ホームU／ポケットU                 | GPS／ケータイお探し                                                 | デコメール／デコメ絵文字／デコメアニメ | iチャネル                                            |
| 着もじ／プッシュトーク             | テレビ電話／キャラ電                                                | 電話帳お預かりサービス                 | フルブラウザ                                         |
| おまかせロック／バイオ認証         | 外部メモリーへiモードコンテンツ移行／ユーザーデータ一括バックアップ | トルカ                                 | iC通信／iCお引越しサービス                           |
| きせかえツール／ダイレクトメニュー | バーコードリーダ／名刺リーダ                                        | 2in1※                                  | エリアメール／ソフトウェアーアップデート自動更新     |
| GSM／3Gローミング（WORLD WING）    | 着うたフル／うた・ホーダイ                                          | Music&Videoチャネル／ビデオクリップ    | デジタルオーディオプレーヤー(WMA)(AAC)(SDオーディオ) |

※BモードのメールはWebメールとなる。

### ワンセグ機能
- クイックインフォ

## 歴史
- 2008年8月28日 - 技術基準適合証明（TELEC）通過。
- 2008年9月10日 - 電気通信端末機器審査協会（JATE）通過。
- 2008年9月23日 - 連邦通信委員会（FCC）通過。
- 2008年11月5日 - F-01A・F-02A・F-03A・F-04A・N-01A・N-02A・N-03A・N-04A・P-01A・P-02A・P-03A・P-04A・P-05A・SH-01A・SH-02A・SH-03A・SH-04A・L-01A・HT-01A・HT-02A・Nokia E71・BlackBerry Boldの開発を発表。
- 2008年11月20日 - 発売開始。
- 2009年9月14日 - イスパハンピンク・トリュフブラック・ピュアホワイトの新色を発表。[1]
- 2009年9月17日 - 新色を発売

## 不具合
2009年04月21日以下の変更がソフトウェアの更新でなされた。
- 海外の一部地域で、地域特性により通話や通信できない場合があったが、サービスをご利用できるように品質を改善

2015年7月15日
サーバ証明書の切り替えによるドコモ ケータイへの影響について
このため、おサイフケータイに使用するアプリ更新がなされず使用できなくなる。